# سعة (دوعن)

تعديل مصدري - تعديل

سعة هي إحدى قرى عزلة صيف بمديرية دوعن التابعة لمحافظة حضرموت، بلغ تعداد سكانها 69 نسمة حسب تعداد اليمن لعام 2004.